# Barbershop (Musik)

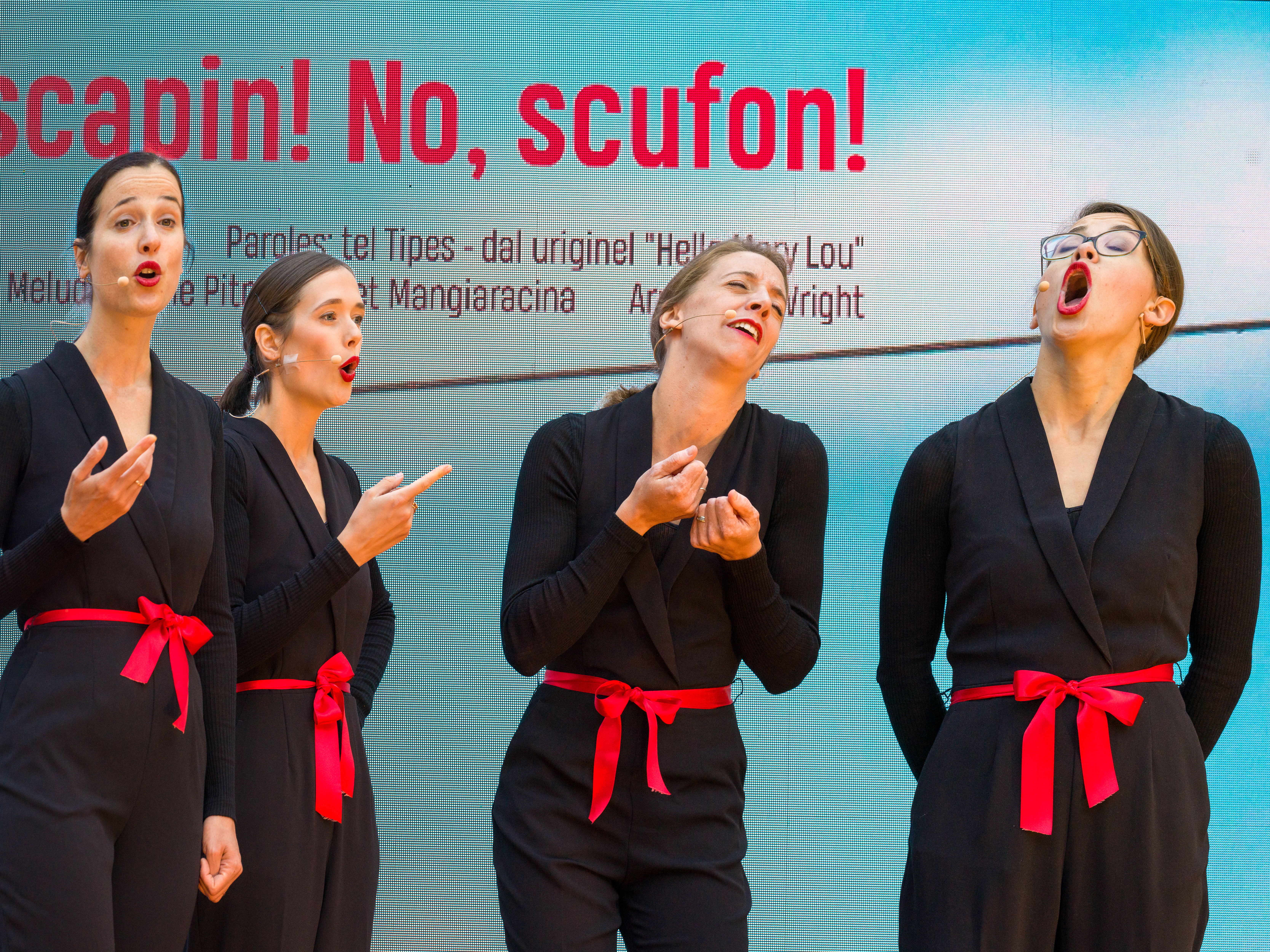
Die Barbershop-Frauengruppe tel Tipes in einem Konzert

Barbershop-Gesang ist überwiegend homophone A-cappella-Musik mit einem vierstimmigen Akkord auf jeder Melodienote. Die Melodie wird von der Führungsstimme („lead“) gesungen; diese liegt unter dem Tenor. Der Bass singt die tiefsten Begleittöne, während der Bariton die Akkorde vervollständigt. Zugunsten der Stimmführung, in harmonischen Ausschmückungen und in der Coda („tag“) kann die Melodie gelegentlich für wenige Noten von den anderen Stimmen übernommen werden. Kurze Passagen dürfen mit weniger als vier Stimmen gesungen werden.

## Kennzeichen
Barbershop wird traditionell in Quartetten und Chören gesungen, aus musikalischen Gründen (close harmony) meist nach Geschlechtern getrennt, in Europa zunehmend auch gemischt. 2012 fanden in Dortmund die ersten World Mixed (Weltmeisterschaft für gemischte Barbershop-Quartette) statt.
Typisch für die Barbershop-Musik sind Melodien, deren zugrundeliegende Harmonien sich gemäß dem Quintenzirkel auflösen. Daher ist der Dominantseptakkord der Klang, der den Barbershop-Gesang am meisten prägt. Bevorzugt werden dabei die stabil klingenden Voicings mit Quinte oder Grundton im Bass sowie Terz und Septime in Bariton und Tenor. Durch Tritonussubstitution einzelner Akkorde können Passagen absteigend chromatisch verschobener Dominantseptakkorde entstehen, die an das chromatische Verschieben von Gitarrengriffen erinnern.
Kennzeichnend für Barbershop-Sätze ist außerdem das Stilmittel der Ausschmückungen („embellishments“) durch die drei Begleitstimmen, wenn Melodietöne gehalten werden. Die zum Teil ausschweifende und harmonisch anspruchsvolle Ausschmückung eines gehaltenen Schlusstones eines Satzes nennt sich „Tag“ (englisch für ‚Anhängsel‘). Die Tags sind manchmal so stark ausgearbeitet, dass sie als eigenständige, kurze „Stücke“ in der Barbershop-Szene mündlich tradiert kursieren und auch als eigenständige Noten vorliegen. Bei manchen Tags ist sogar nicht mehr zuzuordnen, zu welchem Stück sie einmal gehört haben; viele sind Eigenkompositionen.
Die erstrebte Klangerweiterung („expanded sound“) wird durch dreierlei erreicht:
- untemperierte, das heißt reine Intonation („pitch“)
- differenzierte Lautstärke der vier Akkordtöne („balance“)
- Angleichung der Vokale („blend“)

Neben einer Obertonverstärkung entstehen dabei zu den Akkorden passende Kombinationstöne, die das Klangerlebnis durch die dadurch verstärkten Bässe erweitern.
Da die relativ rigiden Regeln des Barbershop-Satzes ein bestimmtes Klangergebnis erzeugen, sind gut aufeinander abgestimmte Quartette in der Lage, Barbershop-Sätze nach und nach improvisierend zu erstellen (sog. „Woodshedden“, benannt nach der Vorstellung, dass sich früher Quartette in den Holzschuppen hinterm Haus zurückzogen, um zu improvisieren).
Im Barbershop wird stets vierstimmig gesungen:
- Tenor, Verzierungsstimme, im Quartett der Einzelstimmen leise, im Chor eine kleine Gruppe
- Lead, die Melodie- oder Führungsstimme (engl. „to lead“= führen, im Quartett der dominant laute Sänger, im Chor idealerweise die zweitgrößte Stimme)
- Bariton (im Quartett eher leise und für die Akkordik zuständig, in aller Regel derjenige Sänger, der das feinste Gehör hat)
- Bass (das „Fundament“ guten Barbershop-Gesangs, im Quartett laut, im Chor im Idealfall die mächtigste Stimme)

Diese Stimmbezeichnung gilt auch bei Frauenensembles. Frauen nutzen auch zumeist die gleichen Arrangements wie Männerensembles, sie singen lediglich in jeder Stimme ungefähr um eine Quinte höher.
In der Barbershop-Gemeinschaft ist ein bestimmtes Repertoire an Songs als Standard festgelegt, „Polecat Songs“ (die Polecats sind auch die auf Barbershop versessenen, notorischen Sänger). Dieses Repertoire ermöglicht es, dass Barbershopper sich frei zusammenfinden und ohne weiteres Kennenlernen gemeinsam singen können. Eine besondere Rolle spielen dabei auch die Tags (s. o.), die es spontan zusammengesetzten Quartetten ohne aufwändiges Töne-Lernen ermöglichen, den gemeinsamen Klang auszuprobieren.
Eine immer wieder verwendete Bekleidung für US-amerikanische Barbershop-Ensembles waren gestreifte Westen oder Blazer und Florentiner Strohhüte.

## Geschichte, Herkunft
Barbershop gilt als einer der originär amerikanischen Musikstile.
Seine Entstehungsgeschichte ist mittlerweile umstritten, nicht zuletzt seit sich auch unabhängige Forschung jenseits der Institutionen des Genres für den Gegenstand zu interessieren begonnen hat. Dieser Umstand stellt für das Genre nicht nur eine rein akademische Herausforderung dar. Im Kern geht es um Erhalt und Fortschreibung eines besonderen Satzstils für A-cappella-Ensembles. In diesem Sinne ist Barbershop als eine popularmusikalische Form historischer Aufführungspraxis zu verstehen. Unter anderem dient das vergleichsweise rigide Regime strenger musikalischer Wettbewerbsregeln diesem Ziel. Wenn man aber historische Argumente für und gegen bestimmte ästhetische Entscheidungen ins Feld führt, berührt die Frage nach der Entstehung des Barbershop auch die Legitimität der stilistischen Normen, wie sie sich u. a. in den Wettbewerbsregeln niederschlagen.
Die traditionelle Lesart der Entstehung dieses Genres liest sich in etwa wie folgt: Schon vor der Zeit des Radios gab es Schlager, populäre Musik, die im Süden der USA ersonnen und verbreitet wurde, zumeist von reisenden Vaudeville-Ensembles. Die Zuschauer einer solchen Aufführung griffen die gehörten Songs oft am nächsten Tag auf, um sich die Wartezeit beim Barbier (englisch: barber) zu verkürzen: Einer summte die Melodie, einer ersann eine Basslinie darunter, eine hohe Stimme sang Terzen über der Melodie, und schließlich füllte ein harmonisches Genie den Sound mit Quintakkordierung, der Bariton. Auch diejenigen Ortsbewohner, die nicht im Vaudeville-Theater gewesen waren, hörten die neuen Songs und machten mit. So entstand die Barbershop-Musik. In den Haushalten der weißen Oberschicht gab es oft ein Reproduktionsklavier. Die armen Leute hatten hingegen meist nur ihre Stimme zum Musizieren. Insofern entstand die Barbershop-Musik aus den weißen Unterschichten der Südstaaten. Das spiegeln auch die Themen des Barbershop wider: Es geht fast immer um zwischenmenschliche Beziehungen, Liebe, Leid und Herzensschmerz, gelegentlich ergänzt um patriotische Aussagen. Als das Radio sich verbreitete, drohte die Barbershop-Musik in Vergessenheit zu geraten. Ende der 1930er Jahre wurden jedoch mehrere Vereine gegründet, die den Erhalt und die Pflege dieser Gattung zum Ziel hatten. Am bekanntesten ist die 1938 gegründete Barbershop Harmony Society. Deren ursprünglicher Name trieb die damalige Mode auf die Spitze, die Namen von Organisationen mit teilweise sehr langen Buchstabenfolgen abzukürzen: Society for the Preservation and Encouragement of Barber Shop Quartet Singing in America (Gesellschaft zur Ermutigung und zur Bewahrung des Barbershop-Quartett-Gesanges in Amerika), abgekürzt S.P.E.B.S.Q.S.A.
Ein Teil der Forschung tendiert zur selben zeitlichen Datierung der Entstehung um 1900 und folgt auch der Lesart, dass Barbershop eine Musikform sei, die sich unter Einfluss von Kirchen-, Minstrel- und Vaudeville-Musik in einfachen sozialen Schichten unter Amateuren entwickelt habe. Sie reklamiert aber, Barbershop sei als eine primär afro-amerikanische Schöpfung anzusehen.
Ein anderer Teil der Forschung vertritt die Ansicht, dass die Behauptung, Barbershop sei in seiner heutigen musikalischen Gestalt um die Jahrhundertwende entstanden, dann in Vergessenheit geraten und schließlich um 1940 wiederbelebt worden, insgesamt nicht haltbar sei. Stattdessen müsste man Barbershop als erfundene Tradition ansehen. In zahlreichen Einzelaspekten, einschließlich des Formats der Vokalquartette und der charakteristischen Harmonik, sind zwar musikalische Elemente im heutigen Barbershop aufgegangen, die um 1900 populär waren. Zur Formierung des Stils mit all seinen heutigen Satz- und Repertoireregeln sei es aber erst in den 1940er Jahren gekommen, im Rahmen der Bemühungen der Barbershop Harmony Society, ein Wettbewerbssystem als Zentrum des Lebens der Subkultur zu etablieren.
Frühe Vertreter sind z. B. Scott Joplin, Louis Armstrong und W. C. Handy, sie sangen alle in ihrer Zeit laut David Wright auch Barbershop. Scott Joplin verwendete ein Barbershop Quartett in seiner Oper Treemonisha.
Wie man dies sieht, hängt maßgeblich davon ab, was man genügen lässt, um bereits von Barbershop zu sprechen, oder was man umgekehrt als vielleicht wichtige Einflüsse und Vorläufer betrachtet, aber eben noch nicht als das Genre, das man heute als Barbershop kennt. Der absolute Primat des expanded sound in Verbindung mit den weiteren Satzregeln als kohärente Ästhetik zur Interpretation ganzer Lieder dürfte dabei jedenfalls aus musikalischer Sicht das entscheidende Kriterium sein.
Im Übrigen spielten auch Frauen und Emigranten eine wichtige Rolle in der Vokalquartettkultur der Jahrhundertwende in den USA – ein Umstand, der lange wenig beachtet war.

### Geschichte in Deutschland
1963 gründete sich das erste deutsche Barbershop-Quartett Sour Krauts (Lead: Kurt Gerhardt), das 1966 seinen ersten Fernsehauftritt in der ZDF-Sendung Und Ihr Steckenpferd? mit Peter Frankenfeld hatte.
1984 wurde Barbershop Blend, der erste deutsche Barbershop-Frauenchor, von Liz Döhring ins Leben gerufen. Kurt Gerhardt gründete 1987 den ersten deutschen Barbershop-Männerchor Erster Kölner Barbershop Chor.
1988 trat die Ruhrpott Company (Mitglieder u. a. Manfred Adams und Hans Frambach) im Rahmen der amerikanischen Convention als erstes deutsches Quartett in der Golden Anniversary Show der SPEBSQSA auf. Im gleichen Jahr erschien die erste Ausgabe der Barbershop News.
1991 wurde BinG! – Barbershop in Germany e. V. gegründet.
1993 fand in der Hochschule für Musik in Köln der erste deutsche Barbershop-Wettbewerb statt. Neben elf Quartetten nahmen sechs Chöre teil: Erster Kölner Barbershop Chor, Barbershop Blend, Barbershop Bubbles, Jazzica, Ladies First und Singsation. Erster Deutscher Chor-Barbershop-Meister wurde Ladies First (Dortmund) unter der Leitung von Manfred Adams. Das erste Deutsche Barbershop-Meisterquartett wurde Viertakt aus Köln mit Norbert Hammes (Bass), Andreas Marquenie (Baritone), Leo Freitag (Lead) und Hans-Jürgen Wieneke (Tenor).

## Musical Director
Der Musical Director ist der Chorleiter eines Barbershop-Chores. Da im Barbershop auch in Deutschland amerikanische Begriffe gepflegt werden, wird der Chorleiter nicht einfach „Chorleiter“ genannt, sondern ist der „Emm Die“, MD, die Abkürzung für eben den Musical Director.
Ein MD kann in Deutschland nicht ausgebildet werden; die aktiven MDs deutscher Barbershop-Chöre sind allesamt entweder Autodidakten oder sie besitzen eine anderweitige musikalische Vorbildung. Eine fachlich fundierte MD-Ausbildung im Barbershop ist zurzeit nur in Großbritannien oder in den USA, dem Heimatland des Barbershop, möglich.

## Wettbewerbe
Grundsätzlich gibt es zwei Arten von Wettbewerben in der Barbershop-Gemeinschaft: Chor- und Quartettwettbewerbe, die aber meist zusammen durchgeführt werden. In den meisten Ländern, wie auch international, gibt es unterschiedliche Wettbewerbe für Männer und Frauen. Das Bewertungssystem wird hierbei in drei Kategorien unterteilt, für die verschiedene Juroren bereitstehen: Musik (Bewertung der Umsetzung / Interpretation des Arrangements, Barbershop-Tauglichkeit des Stücks), Gesang (Intonation, Balance, Blend, s. o.) und Präsentation (Bühnenpräsenz, Gesichtsausdrücke, u. Ä.).
In Deutschland werden zwei verschiedene Wettbewerbe des deutschen Barbershop-Verbandes BinG abgehalten: Die alle zwei Jahre stattfindende Convention und der im Rahmen des jährlichen Harmony Colleges stattfindende Coesfeld-Cup für Quartette, der zur Qualifizierung für die Convention dient.
Dabei richtet sich das Bewertungssystem nach den Vorgaben des amerikanischen Verbandes Barbershop Harmony Society, (BHS). Die einzige Ausnahme besteht darin, dass in Deutschland nacheinander sowohl männliche, weibliche als auch gemischte Chöre oder Quartette auftreten können und gemeinsam in einer Kategorie bewertet werden. Auf der Convention werden nicht nur international renommierte Quartette oder Chöre eingeladen, sondern auch Juroren, die von der BHS (früher SPEBSQSA) anerkannt worden sind.
Die Barbershop Harmony Society (BHS) veranstaltet jährlich eine International Barbershop Convention, die männliche Quartette und Chöre gegeneinander antreten lässt. Der internationale Wettbewerb für Frauen wird von Sweet Adelines International (SAI) ausgetragen. 2012 wurde in Dortmund die erste Internationale Quartettmeisterschaft der gemischt singenden Barbershopquartette, „WorldMixed“, durchgeführt. Die Sieger waren das schwedische Quartett Tarzan & Jane vor den amerikanischen Mixed Feelings und dem deutschen Quartett Klangküsse.
2018 wurde in München der erste Wettbewerb mit gemischt singenden Barbershop-Chören durchgeführt. Sieger wurde der Münchner Chor „Munich Show Chorus“. Die Teilnehmer kamen aus Europa, Amerika und Australien.
Auf europäischer Ebene findet in vierjährigem Turnus die European Barbershop Convention statt, z. B. im Jahr 2009. 2013 fand sie in Holland gemeinsam mit den niederländischen Meisterschaften statt. Der Wettbewerb findet für Frauen und Männer getrennt an einem Ort zur gleichen Zeit statt, sodass die European Barbershop Convention auch ein großes europäisches Sängertreffen ist.

## Bekannte Ensembles
Benutzte Abkürzungen: m. für Männer, f. für Frauen, g. für gemischt.
Deutschland
- Halftones (Quartett, m.) – Bad Nauheim, Sieger bei European Barbershop Convention 2013 in Veldhoven, Niederlande
- Take Four (Quartett, m.) – Kiel/Hamburg, mehrfaches Sieger-Quartett der BinG!-Convention
- Splash (Quartett, f.) – Dortmund, Sieger-Quartett bei der BinG! Convention 1998 und 2002
- Klangküsse (Quartett, g.) – Bonn, Sieger-Quartett bei der BinG! Convention 2008, 2010, 2012 und 2014
- Bella Donna (Quartett, f.) – Dortmund, bestes deutsches Frauen-Quartett, BinG!-Convention 2010
- Liedhaber (Quartett, m.) – München, 2. Platz BinG!-Convention 2012
- BinG! Youth Chorus (BYC) (Chor, g.) - Deutschlandweit, Gewinner-Chor der BinG! Convention 2024, Platz 1
- Ladies First (Chor, f.) – Dortmund, Gewinner-Chor der BinG!-Convention 2008, 2010, 2012 und 2014, 2. Platz BinG!-Convention 2016
- Harmunichs (Chor, f.) – München, Gewinner-Chor der BinG!-Convention 2006, 2016 und 2018, 2. Platz 2008, 2010, 2012 und 2014, Crescendo-Pokal 2016 (für größte Punktesteigerung)
- Erster Kölner Barbershop Chor (EKBC) m. – Köln, 3. Platz bei der BinG!-Convention 2008, 2010 und 2012, Publikumspreis 2010, 2012 und 2014
- Herrenbesuch (Chor, m.) – München, 4. Platz und Crescendo-Pokal (für größte Punktesteigerung) auf der BinG!-Convention 2010 (4. Platz 2012), 4. Platz bei European Barbershop Convention 2013 in Veldhoven, Niederlande, 3. Platz BinG!-Convention 2014, 3. Platz BinG!-Convention 2016, Publikumspreis München 2016
- Barbershop Blend (Chor, f.) – Sonsbeck
- Barberlights Remseck (Chor, f.) – Remseck am Neckar. Erster Frauenbarbershopchor in Baden-Württemberg seit 1989.
- A-Cappella Ladies (Chor, f.) – Remseck-Pattonville, Crescendo-Pokal (für größte Punktesteigerung) auf der BinG!-Convention 2012
- Feelgood Company (Chor, g.) – Dortmund, bestplatzierter Gemischt-Barbershop-Chor, 6. Platz 2014
- Women in Black (Chor f.) – Berlin, Crescendo-Pokal (für größte Punktesteigerung) auf der BinG!-Convention 2014
- SomeSing (Quartett, g.) – München (6. Platz World Mixed 2012, 2. Platz BinG!-Convention 2014, 1. Platz BinG! Convention 2018)
- Barbershop Chor Bremen (Chor, m) – Bremen
- Mission possible (Quartett, f.) – München
- Tonikum (Quartett, g.) – 1. Platz BinG!-Convention 2014, 2. Platz BinG!-Convention 2016
- Düssharmonie (Chor, m.) – 1. Düsseldorfer Barbershopchor seit 2004
- Main-Stream-Magic (Chor f.) – Erlenbach am Main
- Munich Show Chorus (Chor, g.) – München (1. Platz World Mixed Chöre 2018,[17] 2. Platz BinG!-Convention 2018, Crescendo-Pokal 2018, Publikumspreis 2018)

USA
- The Newfangled Four (Quartett, m.) – YouTube-Videos
- Storm Front (Quartett, m.) – International Quartet Champions 2010
- Crossroads (Quartett, m.) – International Quartet Champions 2009
- OC Times (Quartett, m.) – International Quartet Champions 2008
- Max Q (Quartett, m.) – International Quartet Champions 2007
- Vocal Spectrum (Quartett, m.) – International Quartet Champions 2006
- Realtime (Quartett, m.) – International Quartet Champions 2005
- Gas House Gang (Quartett, m.) – International Quartet Champions 1993
- The Suntones (Quartett, m.) – International Quartet Champions 1961
- Buffalo Bills (Quartett, m.) – International Quartet Champions 1950
- The Crush (Quartett, m.) – FWD Quartet Champions 2010
- Zing! (Quartett, f.) – Sweet Adelines International Quartet Champions 2010
- Moxie Ladies (Quartett, f.) – Sweet Adelines International Quartet Champions 2009
- Four Bettys (Quartett, f.) – Sweet Adelines International Quartet Champions 2008
- The Vocal Majority (Chor, m.) – Dallas, Texas, elfmalige International Chorus Champions (zuletzt 2006)
- Masters of Harmony (Chor, m.) – Santa Fe Springs, California, siebenmalige International Chorus Champions (zuletzt 2008 und 2011)
- Ambassadors of Harmony (Chor, m.) – St. Charles, Missouri, International Chorus Champions 2004, 2009, 2012
- Westminster Chorus (Chor, m.) – Westminster, California, International Chorus Champions 2007 und 2010, 2009 Choir of the World
- The Rich-Tone Chorus (Chor, f.) – Richardson, Texas, fünfmalige Sweet Adelines International Chorus Champions (zuletzt 2010)
- Melodeers Chorus (Chor, f.) – Northbrook, Illinois, fünfmalige Sweet Adelines International Chorus Champions (zuletzt 2009)

Kanada
- Toronto Northern Lights – (Chor, m.) International Chorus Champions 2013

Großbritannien
- Cambridge Chord Company (Chor, m.) – Cambridge
- The Cottontown Chorus (Chor, m.) – Bolton
- The Great Western Chorus (Chor, m.) – Bristol
- The White Rosettes (Chor, f.) – Leeds

Schweden
- Lemon Squeezy (Quartett, m.) – Gewinn der Collegiate Quartet Championship 2012
- Ringmasters (Quartett, m.) – Europäische Quartett-Champions 2009, Quartett-Weltmeister 2012
- SALT (Quartett, f.) – Sweet Adelines International Quartet Champions 2007
- Zero8 (Chor, m.) – Europäische Chor-Champions 2009, 3. Platz Bronzemedaille Internationals 2019
- Rönninge Show Chorus (Chor, f.) – Sweet Adelines Sweet Adelines International Silbermedaille 2011

Niederlande
- Whale City Sound (Chor, m.) – Zaanstad
- Southern Comfort Barber Mates (Chor, m.) – Eindhoven
- Southern Comfort Barber Gals (Chor, f.) – Eindhoven

Italien
- tel Tipes (Chor, f.) - Gröden

## Verbände
Benutzte Abkürzungen: m. für Männer, f. für Frauen, g. für gemischt.
- USA/Kanada: Barbershop Harmony Society (BHS) (m.) (historisch SPEBSQSA – Society for the Preservation and Encouragement of Barber Shop Quartet Singing in America)
- European Harmony Alliance: Europäischer Zusammenschluss aus SNOBS, SAI, FABS, DABS, BinG!
- Deutschland: Barbershop in Germany (BinG!) (m., f., g.)
- Großbritannien: British Association of Barbershop Singers (BABS) (m.)
- Großbritannien: Ladies Association of British Barbershop Singers (LABBS) (f.)
- Holland Harmony, DABS
- Skandinavien: Society of Nordic Barbershop Singers (SNOBS) (m.)
- Spanien: Spanish Association of Barbershop Singers (SABS) (m., f., g.)
- SAI Region 32 (Nordic Light Region, Schweden)
- FABS (Finnland)
- International: Sweet Adelines International (SAI) (f.)
- International: Harmony, Inc. (f.)
- International: Mixed Harmony Barbershop Quartet Association (g.)

## Trivia
- Die Simpsons, Episode 1, Staffel 5 (s05e01): „Homer und die Sangesbrüder“ (Original: Homer’s Barbershop Quartet) Lisa und Bart finden heraus, dass Homer, Rektor Skinner, Apu und Barney Jahre zuvor mit ihrem erfolgreichen Barbershop Quartet „Die Überspitzen“ (Original: Be Sharps) den Grammy gewannen.

## Klangbeispiele und Noten
- Freie Downloads von Noten und Musik bei BinG
- Freie PDF-Downloads bei der Barbershop Harmony Society mit einer Fülle von Tags

## Weiterführende Literatur
- Val Hicks: Heritage of Harmony: Society for the Preservation and Encouragement of Barber Shop Quartet Singing in America. Friendship/WI: New Past Press, 1988 (PDF).
- Lynn Abbott: Play That Barber Shop Chord: A Case for the African-American Origin of Barbershop Harmony. In: American Music. 10/3, 1992, S. 289–325.
- Robert A. Stebbins: The Barbershop Singer: Inside the Social World of a Musical Hobby. University of Toronto Press, Toronto 1996.
- Gage Averill: Bell Tones and Ringing Chords. Sense and Sensation in Barbershop Harmony. In: The World of Music. 41/1, 1999, S. 37–51.
- James Earl Henry: The Origins of Barbershop Harmony: A Study of Barbershop’s Musical Link to Other African-American Musics as Evidenced Through Recordings and Arrangements of Early Black and White Quartets. PhD diss., UMI Microform 9972671, Washington University in St. Louis, 2000. Ann Arbor: ProQuest.
- Benjamin C. Ayling: An Historical Perspective of International Champion Quartets of the Society for the Preservation and Encouragement of Barber Shop Quartet Singing in America, 1939–1963. PhD diss., UMI Microform 9962373, The Ohio State University, 2000. Ann Arbor: ProQuest.
- James Earl Henry: The Historical Roots of Barbershop Harmony. In: The Harmonizer. July/August 2001, S. 13–17 (online bei dentisty.org).
- Gage Averill: Four Parts, No Waiting. A Social History of American Barbershop Harmony. Oxford University Press, New York 2003.
- Benjamin C. Ayling: An Historical View of Barbershop Music and the Sight-Reading Methodology and Learning Practices of Early Championship Barbershop Quartet Singers, 1939–1963. In: International Journal of Research in Choral Singing. 4, 2004, S. 53–59.
- Richard Mook: The Sounds of Liberty: Nostalgia, Masculinity, and Whiteness in Philadelphia Barbershop, 1900–2003. PhD diss., UMI Microform 3152085, University of Pennsylvania, 2004. Ann Arbor: ProQuest.
- Tim Brooks: Lost Sounds. Blacks and the Birth of the Recording Industry, 1890–1919. Urbana-Champaign/IL: University of Illinois Press, 2005.
- Liz Garnett: The British Barbershopper: A Study in Socio-musical Values. Ashgate, London 2005.
- Richard Mook: White Masculinity in Barbershop Quartet Singing. In: Journal for the Society of American Music. 1/3, 2007, S. 453–483.
- Frédéric Döhl: Mythos Barbershop. Folgen einer Musikgeschichte als Wunschbild. In: Archiv für Musikwissenschaft. 65/4, 2008, S. 309–334.
- Frédéric Döhl: That Old Barbershop Sound: Die Entstehung einer Tradition amerikanischer A-cappella-Musik. Franz Steiner Verlag, Stuttgart 2009.
- Frédéric Döhl: Creating Popular Music History: The Barbershop Harmony Revival in the United States around 1940. Popular History Now and Then, hrsg. von Barbara Korte, Sylvia Paletschek, Bielefeld 2012, transcript, S. 169–183.
- Richard Mook: The Sounds of Gender: Textualizing Barbershop Performance. Perspectives on Males and Singing (= Landscapes: the Arts, Aesthetics, and Education, vol. 10), hrsg. von Scott D. Harrison, Graham F. Welch, Adam Adler, Springer, Dordrecht 2012, S. 201–214.
- Jeffrey Eugene Nash: Ringing the Chord. Sentimentality and Nostalgia among Male Singers. In: Journal of Contemporary Ethnography. 51/5, 2012, S. 581–606.
- Vic Hobson: Plantation Song: Delius, Barbershop, and the Blues. In: American Music. 31/3, 2013, S. 314–339.
- Jeffrey Eugene Nash: Puttin’ on Your Face: Staged Emotions among Barbershop Singer. In: The Drama of Social Life: A Dramaturgical Handbook. Hrsg. von Charles Edgley, Ashgate, Farnham 2013, S. 229–244.
- Frédéric Döhl: From Harmonic Style to Genre. The Early History (1890s–1940s) of the Uniquely American Musical Term Barbershop. In: American Music. 32/2, 2014, S. 123–171.
- Vic Hobson: Creating Jazz Counterpoint: New Orleans, Barbershop Harmony, and the Blues. University Press of Mississippi, Jackson/MI 2014.
- Jeffrey Eugene Nash/Dina C. Nash: Feminizing a Musical Form. Women's Participation as Barbershop Singers. In: Studies in Symbolic Interaction. 47, 2016, S. 45–59.
- Frédéric Döhl: Zu einigen Strategien der Genreetablierung und -verstetigung in einem „Traditionalist Genre“ populärer Musik. Die Barbershop Harmony zwischen Historischer Aufführungspraxis und „Invented Tradition“. In: Musiktheorie. 29/1, 2015, S. 9–22.
- Vic Hobson: Creating the Jazz Solo: Louis Armstrong and Barbershop Harmony. University Press of Mississippi, Jackson/MI 2018.
- Vic Hobson: Historically Informed Jazz Pedagogy: New Orleans Counterpoint and Barbershop Harmony. In: Jazz Education in Research and Practice. 1/1, 2020, S. 155–166.
- Robert G. Hopkins: From „the Chord Was King“ to „a Dynamic Journey“. Changes in the Barbershop Quartet Style in Contetsts since the 1950s. In: American Music. 38/1, 2020, S. 78–101.
- Clifton Boyd: Music Theory, Race, and the Barbershop Harmony Society. In: The Oxford Handbook of Public Music Theory. Hrsg. von J. Daniel Jenkins, Oxford University Press, New York/Oxford 2021, online.